# Lliga Gallega (La Corunya)
La Lliga Gallega va ser un grup polític regionalista liberal gallec fundat el 1897 a La Corunya, presidit per Manuel Murguía i dirigit per un comitè integrat per Manuel Lugrís Freire, Uxío Carré Aldao i Salvador Golpe que en 1898 van redactar els seus estatuts, íntegrament en gallec. Demanava la constitució d'una autonomia per a Galícia de la mateixa manera que era concedida a Cuba i Puerto Rico. Waldo Álvarez Insua va ser el president en 1899. Després de 1900 va tenir escassa activitat, encara que va sobreviure fins a 1907.